# Baek Ji-young
Baek Ji Young (en hangul, 백지영; Seúl, 25 de marzo de 1976) es una cantante surcoreana de baladas y pop.

## Carrera
Ji Young empezó su carrera musical en 1999, al lanzar su primer álbum Sorrow. Su primer sencillo «선택 (Choice)» fue inusual debido a que fue una de las primeras canciones de K-pop que contienen ritmos latinos. Así mismo, el sencillo demostró ser popular y se posicionó alto en las listas. Inmediatamente después, lanzó su segundo álbum Rouge en abril de 2000, vendiendo 360 000 copias, y logró reconocimiento como una de las cantantes dance más populares de Corea del Sur.
Dos años después de lanzar su tercer álbum Tres, Ji Young lanzó su cuarto álbum Smile en septiembre de 2003. Aunque no fue un gran éxito, logró vender un número decente de copias, posicionándose en el puesto 46 al final del año. Sin embargo, el éxito volvió a sonreírle en 2006, cuando lanzó su quinto álbum Smile Again en marzo. Su sencillo promocional «사랑 안해 (I Won't Love)» fue una balada, a diferencia del resto de sencillos que contenían un estilo latino. A pesar de este radical cambio, la canción se volvió popular, llegando a los primeros puestos en las listas musicales. Este cambio no fue permanente, debido a que las demás pistas del álbum eran de un estilo latino y dance. De hecho, en su segundo sencillo se observa a la cantante volver a sus raíces musicales, es así que «Ez Do Dance» se convirtió en una canción muy al estilo latino. Interpretó esta canción al finalizar su temporada de promociones para el álbum. En noviembre de 2006, ganó como Mejor Artista Femenina del Año en los MKMF Awards (ahora conocidos como MAMA).
El 7 de septiembre de 2007, Ji Young lanzó su sexto álbum The Sixth Miracle, con el sencillo promocional «사랑 하나면 돼 (I Only Need One Love)». Ganó un premio por el álbum en los Seoul Music Awards celebrados en enero de 2008.
Ji Young se sometió a una cirugía de cuerdas vocales para remover un quiste en febrero de 2008. Aunque se temía que su voz pueda cambiar, el miedo a perderla completamente la impulsó a continuar con la operación.
Después de recuperarse de la operación retornó con su séptimo álbum Sensibility, lanzado el 14 de noviembre de 2008. Originalmente se reportó que ella regresaría con un sencillo dance para exhibir su voz, sin embargo, ella cambió de estilo y lanzó «총 맞은 것처럼 (Like Being Hit by a Bullet)», una balada de medio tiempo. El sencillo se posicionó en el número 1 en varios sitios en línea de música y ganó el primer lugar en el programa musical Music Bank.
El 9 de agosto de 2009, Ji Young anunció su regreso con una colaboración con el miembro de 2PM, Taecyeon, para el sencillo promocional «내 귀에 캔디 (My Ear Candy)» de su miniálbum EGO. A diferencia de sus otras canciones, «My Ear Candy» es una pista pop-dance que incluye sonidos de techno. La primera presentación se dio en el programa Chocolate de Kim Jung Eun, sin embargo, el episodio no se emitió hasta una semana después, luego de su regreso oficial en el programa musical Show! Music Core. EGO fue lanzado el 14 de agosto de 2009. El 21 de noviembre del mismo año, Ji Young ganó como Mejor Artista Femenina en los Mnet Asian Music Awards.
Ji Young colaboró con Mighty Mouth para su sencillo «사랑이 올까요 (Will Love Come)» lanzado el 12 de marzo de 2010 junto a un video musical. Esta fue su segunda colaboración con el grupo, anteriormente había trabajado en su miniálbum Love Class con la pista «Miss U», lanzado el 6 de agosto de 2009. Por otro lado, su sencillo «Over Time» llegó a la cima de varias listas musicales el día de su lanzamiento, 1 de julio de 2010, y su álbum de grandes éxitos, Timeless: The Best se vendió bien.
Junto al éxito de su octavo álbum Pitta en 2011, críticos de la industria musical encontraron admirable que una cantante femenina en la mitad de sus treinta continuara brillando y atrayendo a seguidores en una industria dominada por bandas de adolescentes. 
Ji Young también ha participado en numerosas bandas sonoras para series de televisión, muchas de ellas volviéndose populares, incluyendo a «Don't Forget» para Iris, «Love Is Not a Crime» para Ja Myung Go, «Love and Love» para Arang and the Magistrate, y «Spring Rain» para Gu Family Book. La más famosa fue «That Woman» para Jardin secreto, con la cual ganó como Mejor Banda Sonora en la edición de 2011 de los Seoul International Drama Awards. Un tiempo después, lanzó su álbum Flash Back, que contiene todas sus canciones para bandas sonoras.
En 2012, Ji Young anunció el lanzamiento de un álbum dance luego de tres años. Además, se integró como jurado/entrenador en la Voz Kids Korea, la versión coreana del programa de competencia de canto The Voice. El 7 de mayo, lanzó una balada titulada «Voice», con la colaboración de Gary de Lessang. El 17 del mismo mes, lanzó su miniálbum Good Boy, que incluye a la canción principal del mismo nombre, que cuenta con la colaboración de Yong Jun Hyung de Beast.
El 3 de enero de 2013, Ji Young lanzó su sencillo «Hate», que cuenta con la participación del pianista Yiruma.
El 16 de febrero de 2013, Ji Young celebró su primer concierto en siete años, en el Arena Jamsil de Seúl, seguido a una gira nacional iniciada en marzo. Además de presentarse por primera vez en Japón con un concierto totalmente vendido en mayo.
Así mismo, realizó su primera gira de conciertos en EE. UU. llamada “Sentimental Memories” en Los Ángeles en el Club Nokia y en Nueva York en el Lincoln Center, el 28 y 30 de agosto de 2014 respectivamente.

## Vida personal
Baek Ji Young se casó con el actor Jung Suk Won el 2 de junio de 2013 en el Sheraton Grande Walkerhill. La pareja empezó a salir en 2011, y estaban esperando a su primer hijo. Sin embargo, el 27 de junio de 2013, se confirmó que la cantante había sufrido un aborto involuntario cuando tenía cuatro meses de embarazo.

## Controversias
En el año 2000, un video íntimo de contenido sexual entre Baek Ji Young y su mánager de ese tiempo, Kim Shi Won (más conocido como Kim Seok Jin) fue publicado en internet. El video había sido grabado en secreto en una habitación de hotel sin el conocimiento de la cantante, y fue usado para amenazarla cuando intentó cambiar de mánager en el pico de su carrera. Su antiguo mánager, quien voló a los Estados Unidos, está actualmente recluido en una cárcel de Los Ángeles con cargos por mantener relaciones sexuales con una menor de edad, a quien también grabó en un video. El escándalo estuvo a punto de arruinar su carrera, con una ausencia de cinco años del interés popular de la que se repuso en el año 2006. 
En 2009, después de sufrir fiebre y mareos debido a una gripe e hipotensión, Ji Young detuvo su concierto a la mitad. Luego de cantar su quinta canción, le explicó a los asistentes: "Estoy apenada por estar en el escenario con un resfrío. No soy capaz de continuar con la presentación". Expertos especularon que el costo de reembolso costaron a la agencia cerca de 200 millones de wons. 
Ella y su amiga, la cantante Yuri, establecieron un exitoso negocio de venta en línea llamado IamYuri Mall. Pero Ji Young se retiró de la asociación con la marca en el año 2012, luego que La Comisión para El Comercio Justo encontrara muchas irregularidades en la página de la marca, donde internautas falsos publicaban opiniones favorables.

## Discografía
| - 1999: Sorrow (Vol. 1) - 2000: Rouge (Vol. 2) - 2001: Tres (Vol. 3) - 2003: Smile (Vol. 4) - 2006: Smile Again (Vol. 5) - 2007: The Sixth Miracle (Vol. 6) - 2008: Sensibility (Vol. 7) - 2011: Pitta (Vol. 8) - 2009: EGO - 2012: Good Boy - 2000: Volume 1 & 2 Repackage - 2001: Live Concert (Álbum en vivo) - 2002: Best & Live New Release (Recopilatorio) - 2003: Ultimate Edition (Recopilatorio) - 2006: Thank You I Can Smile Again (Edición Especial) - 2010: Timeless; The Best (Recopilatorio) - 2013: Flash Back (Recopilatorio) | - 2006: «Love Is Beautiful» - 2006: «Tomorrow» - 2007: «Crush» - 2008: «Love is Lalala» - 2013: «I Hate It» - 2013: «Reminded of You» - 2014: «Fervor» - 2014: «Still in Love» - 2006: «Nappeunsaram» para Hwang Jin Yi - 2009: «Love Is Not A Crime» para Princess Ja Myung Go - 2009: «Don't Forget» para Iris - 2010: «Same Heart» para Road Number One - 2010: «That Woman» para Jardín secreto - 2010: «That Man» para Jardín secreto - 2011: «I Can't Drink» para The Greatest Love - 2011: «It Hurts Here» para A Thousand Days' Promise - 2011: «I Love You Today» para The Princess' Man - 2012: «After a Long Time Has Passed» para Rooftop Prince - 2012: «Love and Love» para Arang and the Magistrate - 2013: «Spring Day» para Gu Family Book - 2013: «Is Crying» para Buen doctor - 2014: «Wind Blows» para The Tailors - 2015: «Because Of You» para Hyde, Jekyll, Me - 2015: «And…» para Producer - 2020: «The Days That Were Loved» (사랑했던 날들) para The World of the Married - 2022: «Waiting Fou You» (오지 않는 사람아) para Curtain Call |

## Filmografía

### Apariciones en programas
- 2009: Invincible Saturday
- 2010: Fashion N Style Battle Royale TOP CEO
- 2009, 2010, 2011: 2 Days & 1 Night
- 2012: The Voice Korea
- 2013: The Voice Korea 2
- 2014: Running Man
- 2015, 2018: I Can See Your Voice (Ep. #5; 2) - invitada

- 2017: Life Bar - (Ep. #35)
- 2012, 2014, 2015, 2016, 2018: Hello Counselor - (Ep. #77, 178, 218, 286, 351)

## Premios
| Año  | Premio                                                    |
| ---- | --------------------------------------------------------- |
| 2006 | 16th Seoul Music Awards - Bonsang                         |
| 2006 | 21st Golden Disk Awards - Premio a la popularidad         |
| 2006 | 2006 Mnet Asian Music Awards - Mejor cantante femenina    |
| 2006 | 2006 SBS Music Festival - Bonsang                         |
| 2008 | 17th High1 Seoul Music Awards - Bonsang                   |
| 2009 | 4th Asia Model Festival Awards - Cantante popular         |
| 2009 | 18th High1 Seoul Music Awards - Bonsang, YTNStar Award    |
| 2009 | 2009 Mnet Asian Music Awards – Mejor cantante femenina    |
| 2009 | 24th Golden Disk Awards - Bonsang                         |
| 2010 | 7th Korean Popular Music Award - Mejor artista femenina   |
| 2010 | 19th Seoul Music Awards - Bonsang                         |
| 2011 | 6th Seoul International Drama Awards - Mejor banda sonora |
| 2011 | 2011 Melon Music Awards - 2011 MBC Music Star Award       |
| 2011 | 2011 Mnet Asian Music Awards - Mejor cantante femenina    |
| 2011 | 2011 Mnet Asian Music Awards - Mejor banda sonora         |
| 2012 | 21st Seoul Music Awards - Mejor banda sonora              |

### Premios en programas musicales
Inkigayo
| Año  | Fecha           | Canción                      |
| ---- | --------------- | ---------------------------- |
| 2000 | 11 de junio     | «Dash»                       |
| 2000 | 18 de junio     | «Dash»                       |
| 2000 | 20 de junio     | «Sad Salsa»                  |
| 2006 | 4 de junio      | «I Won't Love»               |
| 2008 | 21 de diciembre | «Like Being Hit by a Bullet» |
| 2009 | 4 de enero      | «Like Being Hit by a Bullet» |

Music Bank
| Año  | Fecha           | Canción                      |
| ---- | --------------- | ---------------------------- |
| 2000 | 25 de mayo      | «Dash»                       |
| 2000 | 1 de junio      | «Dash»                       |
| 2000 | 8 de junio      | «Dash»                       |
| 2000 | 10 de agosto    | «Sad Salsa»                  |
| 2000 | 24 de agosto    | «Sad Salsa»                  |
| 2008 | 5 de diciembre  | «Like Being Hit by a Bullet» |
| 2008 | 12 de diciembre | «Like Being Hit by a Bullet» |
| 2008 | 19 de diciembre | «Like Being Hit by a Bullet» |
| 2009 | 2 de enero      | «Like Being Hit by a Bullet» |
| 2009 | 9 de enero      | «Like Being Hit by a Bullet» |

Music Camp
| Año  | Fecha       | Canción |
| ---- | ----------- | ------- |
| 2000 | 27 de mayo  | «Dash»  |
| 2000 | 3 de junio  | «Dash»  |
| 2000 | 10 de junio | «Dash»  |